# 西蒙·贝洛
西蒙·贝洛（匈牙利語：Simon Béla，1988年8月4日—），匈牙利男子赛艇运动员。他曾代表匈牙利参加世界赛艇锦标赛，获得一枚金牌。他也曾参加2012年和2016年夏季奥林匹克运动会。